# Хейнл, Амелия
Аме́лия Марч Хейнл-Ла́кинбилл (англ. Amelia March Heinle-Luckinbill; род. 17 марта 1973, Каса-Гранде, Аризона) — американская актриса, известная благодаря ролям в мыльных операх. В 2014 году, спустя два десятилетия работы в мыле, она выиграла свою первую Дневную премию «Эмми». В следующем году она получила свою вторую «Эмми».

## Жизнь и карьера
Амелия Марч Хейнл родилась в Финиксе, штат Аризона, став старшим из пятерых детей в семье своих родителей. В 1988 году Хейнл вместе со своё семьёй переехала в Нью-Джерси. Хейнл дебютировала в 1993 году, сыграв роль Стеффи Брюстер в мыльной опере «Любить», в которой она снималась до 1995 года.
в 1995—1997 годы Хейнл была замужем за актёром Майклом Уэзерли, от которого у неё есть сын — Огест Мэннинг Уэзерли (род. 10.01.1996). В 2007—2017 годы она была замужем за актёром Тэдом Лакинбиллом, от которого у неё есть двое детей — сын Таддеус Роу Лакинбилл-младший (род. 02.11.2007) и дочь Джорджия Марч Лакинбилл (род. 17.12.2009).

## Фильмография
| Год       |     | Русское название                  | Оригинальное название              | Роль                  |
| --------- | --- | --------------------------------- | ---------------------------------- | --------------------- |
| 1994—1995 | с   | —                                 | Loving                             | Стефани Брюстер       |
| 1995      | с   | —                                 | The City                           | Стефани Брюстер       |
| 1997      | тф  | Автострада                        | Quicksilver Highway                | Дарлин                |
| 1998      | ф   | Поместье                          | At Sachem Farm                     | Лори                  |
| 1998      | тф  | Бег чёрной кошки                  | Black Cat Run                      | Сара Джейн Броннел    |
| 1999      | тф  | Чистилище                         | Purgatory                          | Роуз / Бетти Маккало  |
| 1999      | ф   | Покер лжецов                      | Liar’s Poker                       | Ребекка               |
| 1999      | ф   | Англичанин                        | The Limey                          | Адара                 |
| 1999      | с   | Джек и Джилл                      | Jack & Jill                        | Жаклин «Джек» Барретт |
| 2000      | ф   | Скандал в Белом Доме              | Sally Hemings: An American Scandal | Харриет Хемингс       |
| 2000      | ф   | —                                 | The Only Living Boy in New York    | Оливия                |
| 2001      | ф   | Земля против паука                | Earth vs. the Spider               | Стефани Льюис         |
| 2001—2004 | с   | Все мои дети                      | All My Children                    | Миа Сондерс           |
| 2003      | кор | Другая ночь                       | Another Night                      | женщина               |
| 2005—2019 | с   | Молодые и дерзкие                 | The Young and the Restless         | Виктория Ньюман       |
| 2009      | с   | C.S.I.: Место преступления Майами | CSI: Miami                         | Элизабет Корбетт      |
| 2009      | с   | Говорящая с призраками            | Ghost Whisperer                    | профессор Брук Деннис |